# Musée Dar Si Saïd
Le musée Dar Si Saïd (arabe : متحف دار السي سعيد) est un musée situé à Marrakech, entièrement consacré à l'artisanat marocain du bois. Cette grande demeure a été construite à la fin du XIXe siècle par Si Saïd, frère de Ba Ahmed, chambellan du sultan Moulay Hassan Ier et grand vizir de Moulay Abdelaziz, pour lui servir de résidence. Dar Si Saïd a été aménagé en musée en 1932 par l’Administration des Beaux Arts.
L'essentiel des collections de ce musée régional provient de Marrakech et du sud et particulièrement du Tensift, du Souss, du Haut Atlas, de l'Anti-Atlas, du Bani, du Tafilalet. Il s'agit d'ensembles homogènes de boiseries, de bijoux du sud, de poterie et céramique, d'armes, costumes et une riche collection de tapis et tissages du Sud, et quelques pièces archéologiques dont la cuve en marbre du début du XIe siècle.

## Galerie photos

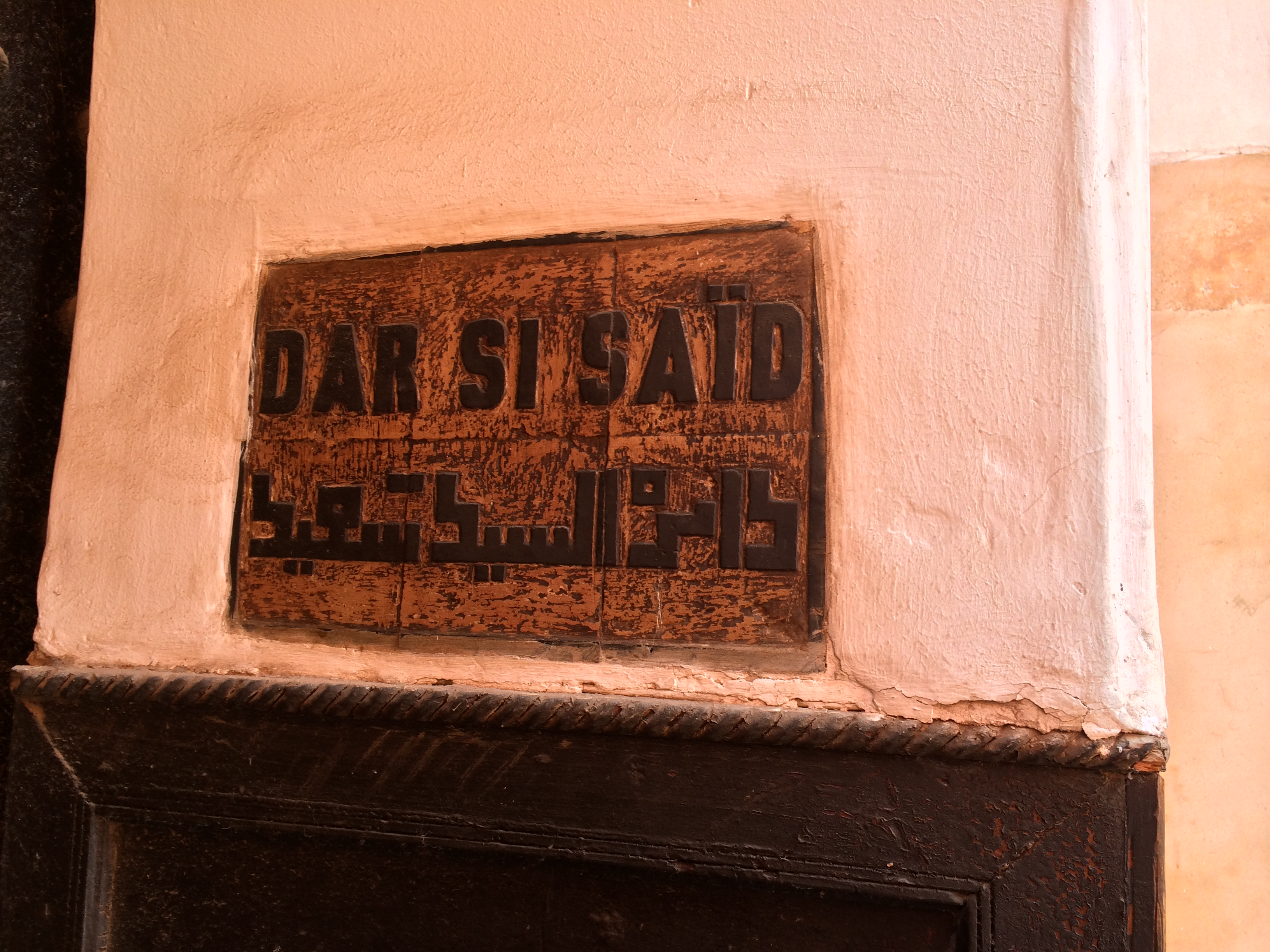
Affiche du musée Dar Si Saïd.
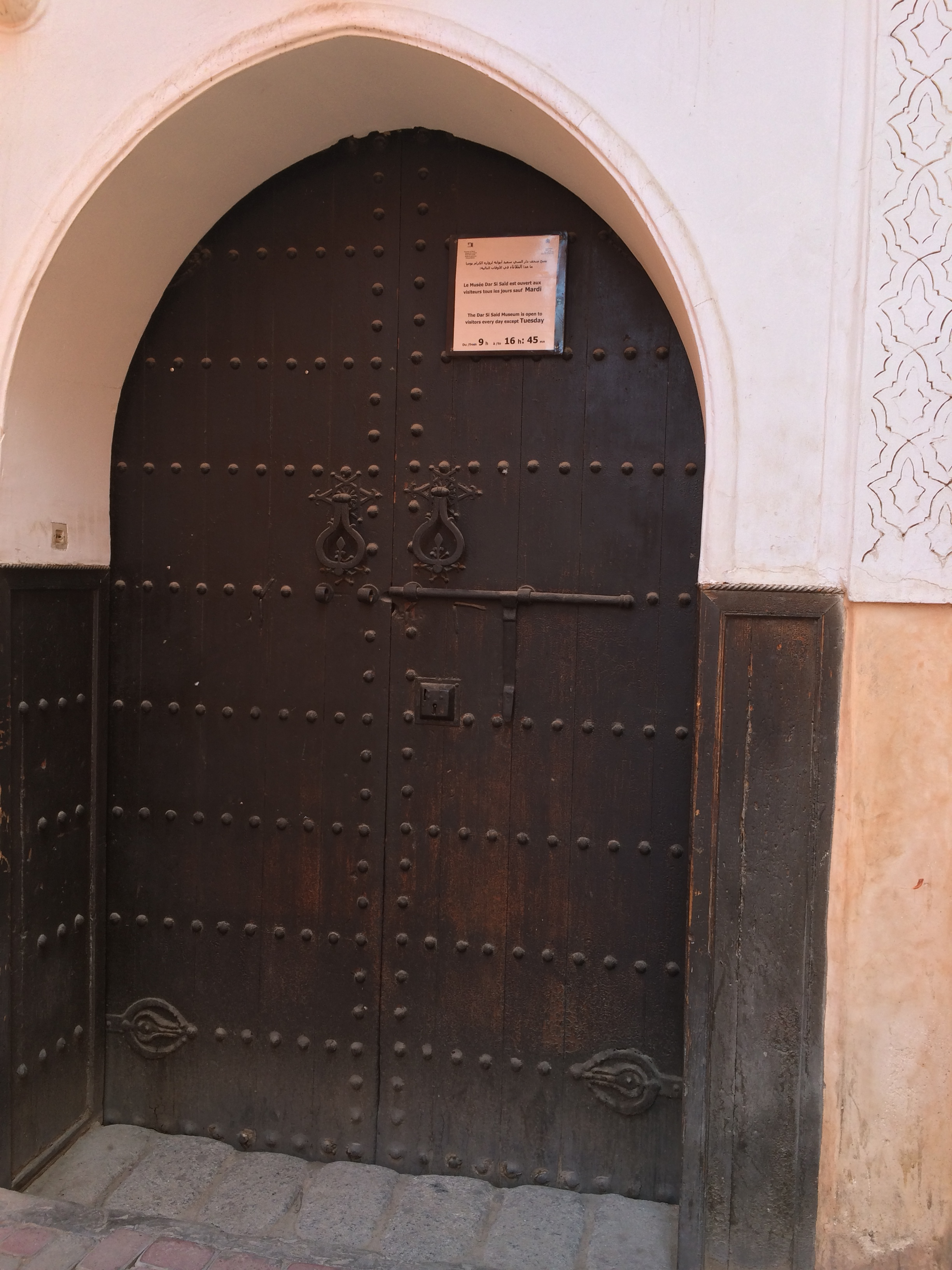
Porte d'entrée au musée Dar Si Saïd.
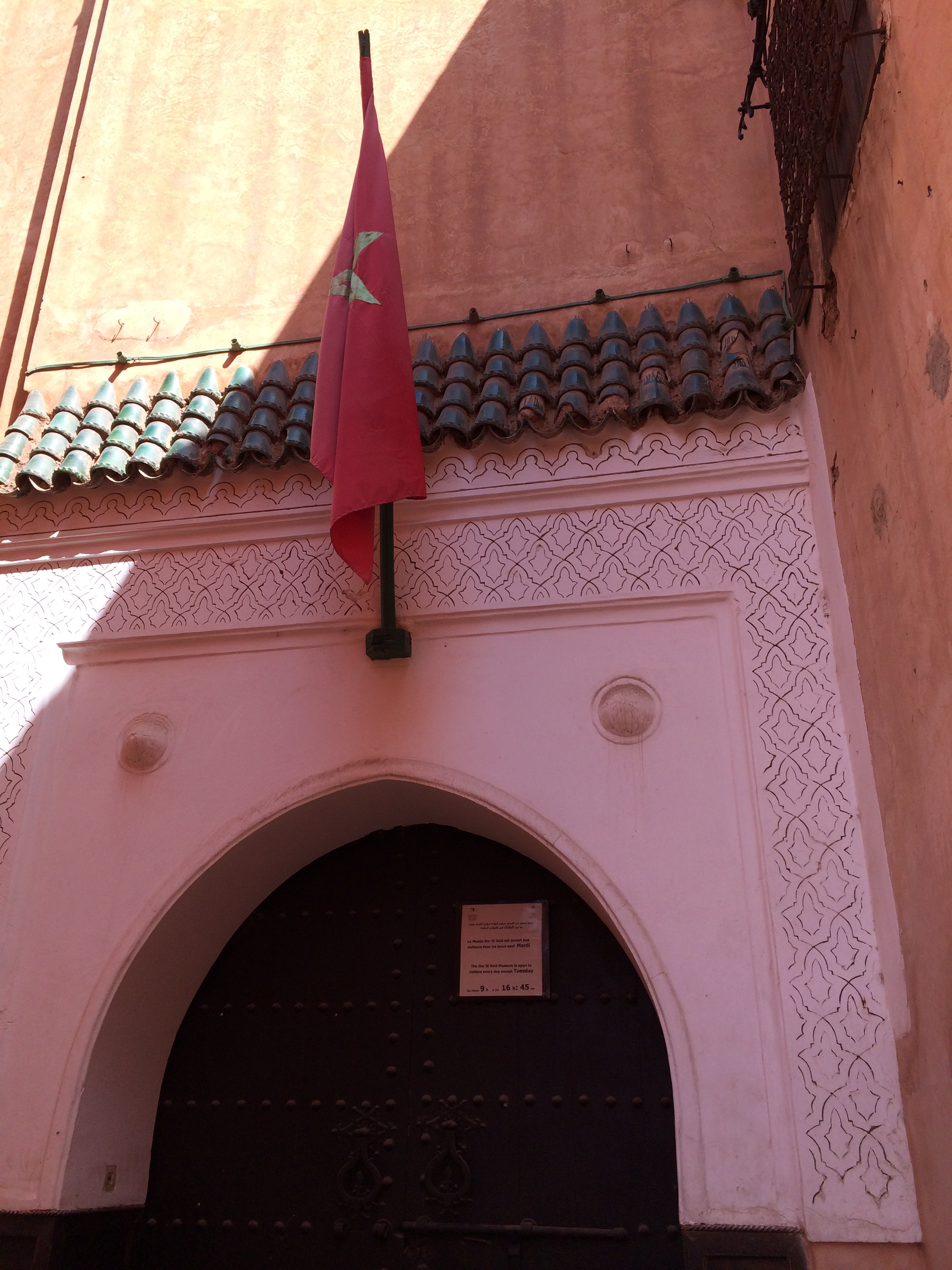
Drapeau marocain au-dessus de la porte d'entrée au musée.